# Pojazdy Szynowe Pesa Bydgoszcz
Pesa (Pojazdy Szynowe Pesa Bydgoszcz) este o companie poloneză care produce vehicule feroviare cu sediul în Bydgoszcz. Numele „Pesa” provine de la inițialele PS care reprezintă Pojazdy Szynowe, „vehicule feroviare” în poloneză. Pesa este succesorul atelierelor de reparații Bydgoszcz ale PKP Polskie Koleje Państwowe, Căile Ferate de Stat Poloneze. Din anii 1950 până în 1998, atelierele de reparații au funcționat sub numele ZNTK Bydgoszcz, Zakłady Naprawcze Taboru Kolejowego, „Atelier de reparații pentru material rulant feroviar” din Bydgoszcz.